# 上瀧和則
上瀧 和則（じょうたき かずのり、1968年5月20日 - ）は、佐賀県佐賀市出身の元競艇選手である。前職の日本モーターボート選手会選手会長。佐賀支部所属。身長166cm、血液型はA。登録番号3307の60期生。イン戦速攻を得意とする。師匠は長崎出身、平和島で開催された第21回総理大臣杯を制した「大村ゴッドファーザー」古川文雄。

## 経歴
1968年5月20日、佐賀県佐賀市大和町に生まれる。10歳の時に父親に連れられて唐津競艇場でレースを観戦し、競艇選手を志す。佐賀県立佐賀商業高等学校中退後、本栖養成所に入所し、1987年3月に卒業（60期）。同年5月に唐津競艇場でデビューし、6月に初勝利を挙げる。デビューから半年でB1級、さらにその半年後にA級に昇級。1989年には年間最優秀新人に選出された。
スタートの良さに定評があり、イン戦速攻を得意とする。過去のSG4勝は全て1コースからの勝利である（逃げ3回・抜き1回）。
徹底したイン取りや冷酷なまでのレース内容から付けられた愛称は、「非情のワイルドボーイ」。2011年3月17日に日本モーターボート選手会の副会長に就任したため、4月以降のレース斡旋を全て辞退している。その後、2012年6月26日に選手会長に就任。
選手会役員に就任した選手はレースに出走しないのが通例だが、選手会長在任のまま2014年8月14日から唐津競艇場で行われたお盆特選競走に出走し、約3年5ヶ月ぶりにレースに復帰し、準優出4着という結果となった。
2020年の選手会長選挙に「非常勤の会長」を宣言して立候補し無投票で5選。同年5月の下関競艇場の一般戦を皮切りに会長兼任のまま「現役復帰」し、半年の間に8節程度の出走を予定している。
2022年1月27日、津競艇マンスリーBOATRACE杯で優勝し、現役選手会長としては歴代初となる優勝を果たした。
2022年6月28日、日本モーターボート選手会選手会長の選挙には立候補せず、新会長に瓜生正義が選ばれたことにより、選手会長を退任。
2024年7月3日、大村での一般戦「BTSオラレ志布志開設15周年」初日第8レースに1号艇で出場したものの .01のフライングを喫し、翌日から途中帰郷してその後に入っていたレース斡旋も全て消除。8月8日に引退届を提出、現役を引退した。

## 獲得タイトル
SG
- 第43回全日本選手権（福岡）
- 第8回グランドチャンピオン決定戦（宮島）
- 第31回笹川賞（尼崎）
- 第8回競艇王チャレンジカップ（芦屋）

GI
＊ 第8回新鋭王座決定戦（常滑）他、計17回

## 人物・エピソード
- イン屋の典型で、何号艇であろうと相手が誰であろうと1コースを取りに行く。最低でも2コースには入る。よほどのことがない限り、回り直しをした時以外は外側のコースを選ぶことはない。理想の勝ち方は、「外枠から前付けして、80まで流れ込んでもインから逃げ切ること」。
- コース取りには妥協を許さない上瀧だが、同期の選手相手だと無理にコースを取りに行かないこともある。
- 後輩の面倒見が非常によく、九州の選手から非常に慕われている。
  - 2005年11月の第8回競艇王チャレンジカップで優勝後、福岡支部の瓜生正義と抱き合った[† 2]。
  - フライング休みの後輩選手に対し、旅行費用や土産代まで全て上瀧の自費で海外旅行に連れて行ったこともある。
- 植木通彦とは新鋭時代からのライバルであったが、度重なるフライング休みを強いられているうちに大差をつけられた。しかし、第43回福岡全日本では宿敵・植木を艇史に残る接戦の末に競り落としてSG初優勝を果たしている。
- 2007年、戸田競艇場で行われた第17回グランドチャンピオン決定戦の2日目・予選競走第11レース中に西島義則と接触して転覆。救助艇に乗っても動かないため「死んだのでは」と言われた。なお本人は無事だったものの、公傷のため帰郷している。
- 地元水面の唐津を得意にしているが、芦屋との相性が抜群に良い。初1着・初優勝をはじめ、SG（先述の第8回競艇王チャレンジカップ）や記念レース（1993年に開設41周年記念・1995年に施設改善記念・2004年に第50回九州地区選手権とGIを3勝）でも実績を残している。
- 2012年12月9日放映のテレビ番組「ほこ×たて」にインタビュー出演している。これはロケが碧南訓練所で行なわれた関係で、上瀧は選手会会長として出演した。
- 息子の上瀧絢也（けんや。126期・登録5124）も佐賀支部所属の競艇選手である[12]。

## 通算成績
- 1着回数 1582回 2着回数 985回 3着回数 621回
- 勝率 7.43 （2連対率 54.25% 3連対率 67.38%）
- SG4勝 GI17勝 GII1勝 GIII13勝 （通算優勝回数82）